# Halmai Gáborné
Halmai Gáborné (Pócs Zsuzsanna) (Győr, 1956. október 31. –) magyar pedagógus, politikus, országgyűlési képviselő. A szekszárdi Babits Mihály Művelődési Ház és Gyermekek Háza munkatársa, a környezetvédelmi oktatóbázis vezetője. A Művelődési és Szabadidős Intézmények és Szervezetek Tolnatáji Szövetségének elnöke. A Kultúraközvetítők Társasága, a Kulturális Központok Országos Szövetségének elnökségi tagja.

## Életpályája

### Iskolái
1975–1979 között a Pécsi Tanárképző Főiskola népművelés-matematika szakos hallgatója volt. 1985–1987 között elvégezte a Janus Pannonius Tudományegyetem Tanárképző Karának biológia szakát. 1991–1992 között az Eötvös Loránd Tudományegyetem Természettudományi Kar hallgatójaként környezetvédelmi tanár lett. 1997–2000 között a Kossuth Lajos Tudományegyetem Bölcsészettudományi Karán művelődési és felnőttképzési menedzser lett.

### Pályafutása
1992–2000 között a szekszárdi Babits Mihály Művelődési Ház igazgatója volt.

### Politikai pályafutása
1998 óta önkormányzati képviselő. 2002–2006 között Szekszárd alpolgármestere volt. 2002-ben polgármesterjelölt volt. 2002–2006 között a Társadalmi szervezetek bizottságának tagja volt. 2002–2010 között országgyűlési képviselő (Tolna megye) volt. 2002–2010 között a Kulturális és sajtóbizottság tagja volt. 2003–2006 között az Európai integrációs albizottság tagja volt. 2006–2010 között a Kulturális vidékfejlesztési albizottság tagja volt. 2007–2010 között a Kábítószerügyi eseti bizottság tagja volt. 2008-ban az MSZP frakcióvezető-helyettese volt.

## Díjai
- Bessenyei György-díj (2000)
- Gyermekekért emlékplakett II. helyezés (2000)